# カルロス・シュヴァーベ

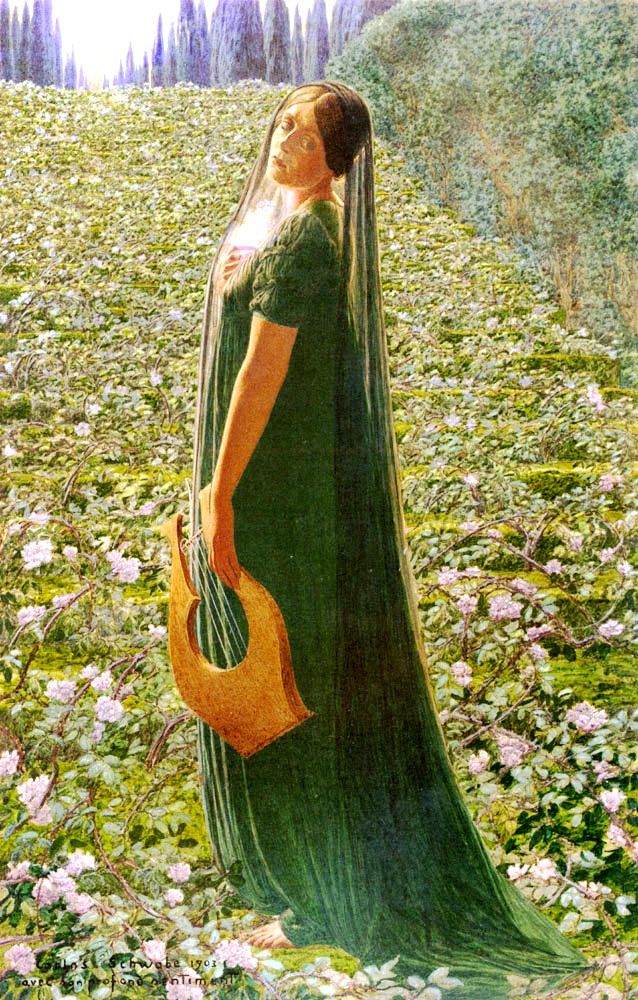
シュヴァーベ『エリュシオンの野』

カルロス・シュヴァーベ（Carlos Schwabe, 1866年7月21日 - 1926年1月22日）は、ドイツ生まれのスイスの画家。

## 生涯
シュヴァーベはホルシュタイン地方のアルトナ（現・ハンブルク市内）でドイツ人の父とスペイン人の母との間に生まれた。
早い時期にスイスのジュネーヴに移り住み、そこで美術を学んだ後、パリに行き、象徴主義運動のサークルの中で活動を始めた。シュヴァーベの絵で特徴的なのは、ギリシア神話や寓意の人物を描いたことで、文学通の画家として、挿絵担当で引っ張りだことなった。
エミール・ゾラの『夢』、シャルル・ボードレールの『悪の華』、モーリス・メーテルリンクの『ペレアスとメリザンド』、アルベール・サマンの『王女の庭で』などを手掛けた。シュヴァーベは以後の人生をフランスで送り、1926年、パリ郊外で死去した。

## ギャラリー

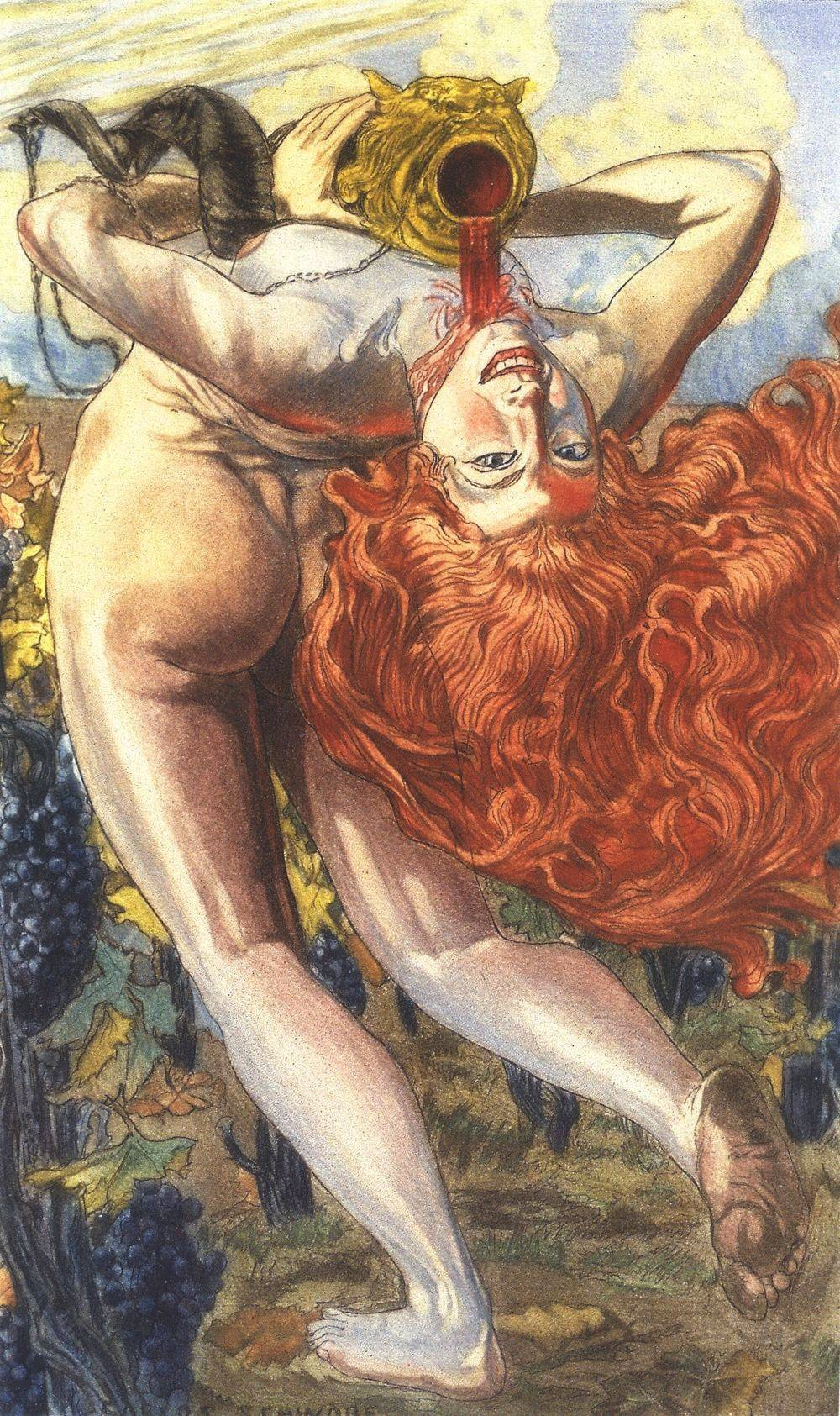
『葡萄酒の魂』 ボードレールの本の挿絵
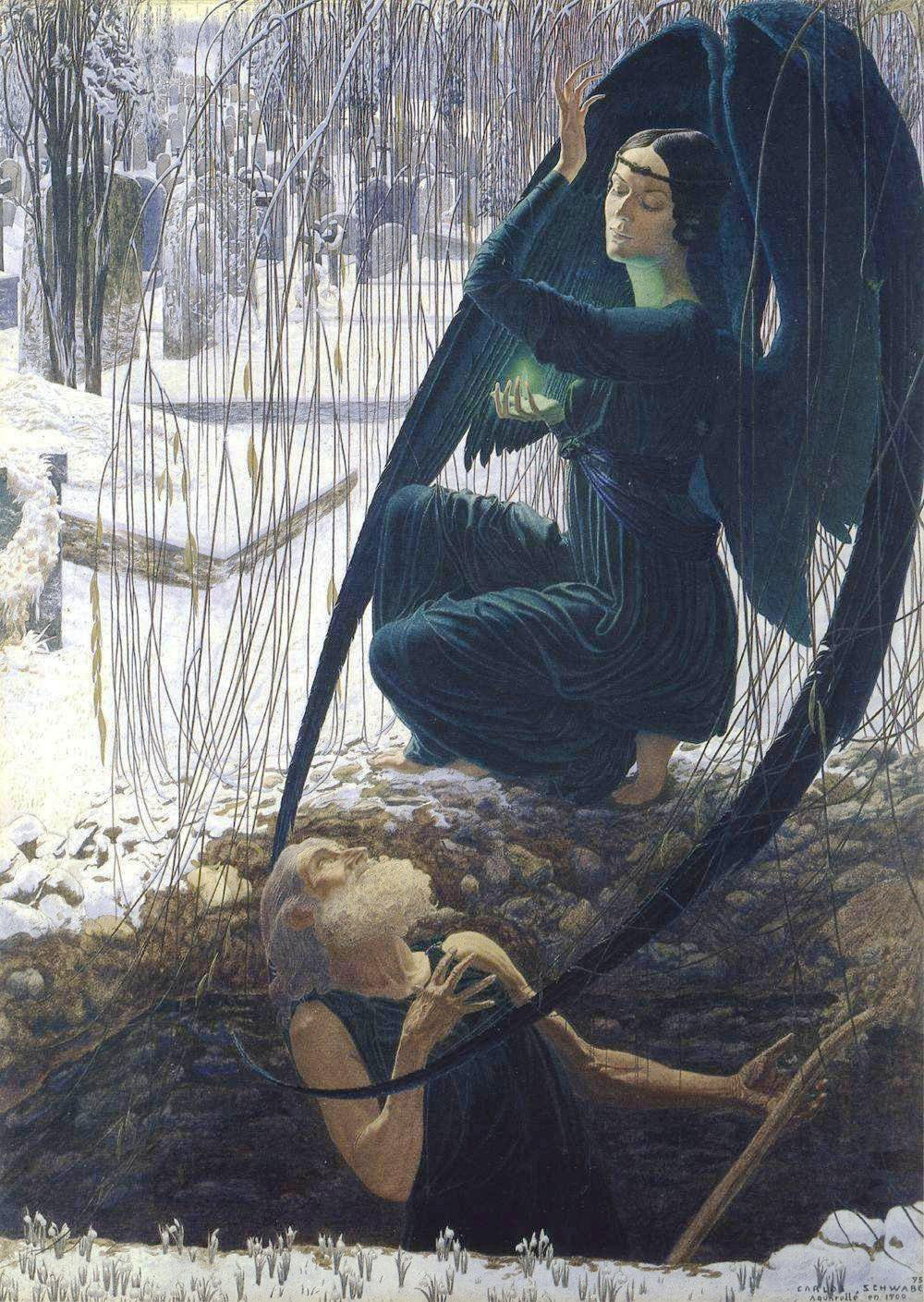
『墓掘り人夫の死』
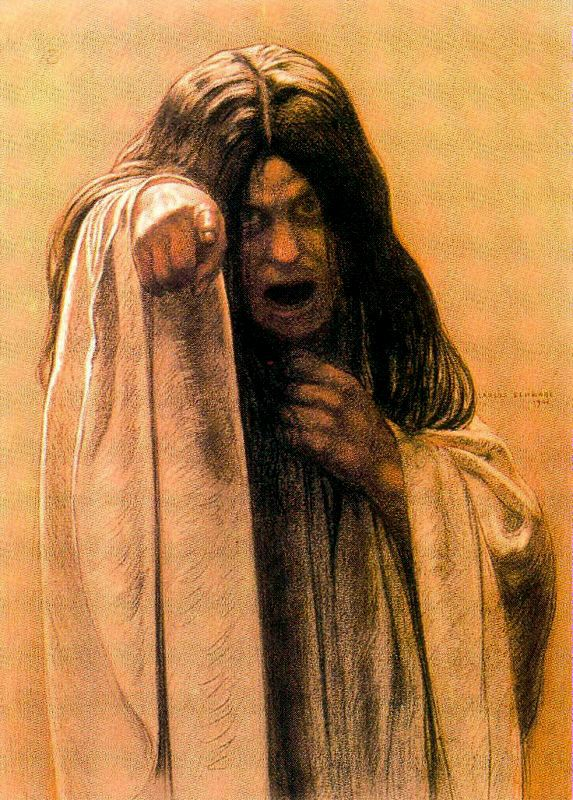
『波』のための習作